# The Little Spreewald Maiden
The Little Spreewald Maiden er en amerikansk stumfilm fra 1910 af Sidney Olcott.

## Medvirkende
- Gene Gauntier - Frieda
- Sidney Olcott - Hans